# ISO 15926
A ISO 15926 é intitulada "Industrial automation systems and integration—Integration of life-cycle data for process plants including oil and gas production facilities" (Sistemas de automação industrial e integração—Integração de dados de ciclo de vida para plantas de processo incluindo unidades de produção de óleo e gás). Trata-se de um padrão para integração, compartilhamento, troca e entrega de dados entre sistemas computacionais.
O título da ISO 15926 mostrou-se inadequado por não refletir a abrangência que a especificação atingiu durante sua edição. O desenvolvimento de um modelo de dados genérico, em conjunto com a Reference Data Library para plantas de processo, acabou mostrando que, devido ao domínio da especificação ser muito amplo, o padrão poderia ser utilizado para modelar qualquer tipo de informação. 

## Histórico
Com o surgimento dos primeiros sistemas de CAD, a necessidade de troca de informações entre diferentes sistemas de computação se fez evidente. Em 1979, o padrão ANSI IGES, desenvolvido em conjunto por Boeing, General Electric e NIST, foi a primeira tentativa de padronizar dados de projeto de engenharia. Contudo, este padrão englobava apenas informações de geometria, ignorando informações relativas à natureza dos elementos modelados.
Em 1984 o padrão STEP foi iniciado. O objetivo era englobar uma ampla gama de informações de engenharia. O resultado deste desenvolvimento foi a ISO 10303, publicada em 1994. Esta primeira publicação tinha escopo semelhante ao do padrão IGES. Era, no entanto, melhor estruturada, obtendo rápida aceitação nos setores aeroespacial e automotivo. No ano 2000 nos Estados Unidos, o consórcio USPlantSTEP começou a desenvolver protocolos de aplicação da ISO 10303, entre eles o AP 227 (ISO 10303 Part 227 - "Plant spatial configuration" ou Configuração espacial de plantas).
Na Europa, o consórcio EPISTLE financiou o desenvolvimento de uma série de protocolos de aplicação da ISO 10303, entre eles o AP 221 - "Functional data for process plant and their schematic representation" (Informação funcional para plantas de processo e sua representação esquemática). Este protocolo contemplava esquemáticos como P&ID's (Piping and Instruments Diagrams) e PFD's (Process Flow Diagrams). 
Nenhum dos padrões e protocolos citados até aqui englobava o acopanhamento de ciclo de vida da informação. A necessidade de unir estes padrões em torno de um sistema de Data Warehouse que, como principal característica, contemplasse mudanças sobre a informação de projeto ao longo do tempo, motivou a criação da ISO 15926. A Associação POSC Caesar liderou a iniciativa, tendo apoio da ISO e do consórcio EPISTLE.

## Visão geral da ISO 15926
Atualmente, a ISO 15926 possui 7 partes. Destas, estão completamente definidas ou em estágio avançado de homologação:
- Parte 1 - Introdução, definição de escopo. Especificação de termos, definições e arquitetura. Enumeração de todos os padrões referenciados.
- Parte 2 - Modelo de dados, baseado na linguagem de modelagem de dados STEP EXPRESS. Trata-se de um modelo genérico que suporta todas as disciplinas de interesse, cadeia de abastecimento e estágios de ciclo de vida (mudanças ao longo do tempo de requisitos funcionais, componentes físicos, tipos de objetos e objetos individuais assim como atividades).
- Partes 4, 5 e 6 - Reference Data. Termos usados em instalações de processos industriais.
- Parte 7 - Métodos de implementação para integração de sistemas distribuídos, definindo uma arquitetura de implementação que se baseia em recomendações W3C para a Semantic Web.

Além das definições formais comuns a qualquer padrão publicado, uma parte importante do corpo da ISO 15926 é a Reference Data Library (RDL). A RDL é uma biblioteca extensível contendo definições para todas as classes da ontologia proposta para a representação de dados de projetos de plantas de processo. O conteúdo da RDL é resultado da colaboração contínua de empresas e entidades do setor industrial. Atualmente a Associação POSC Caesar administra o acesso e a hospedagem da RDL.
A ambição final da ISO 15926 é prover uma linguagem universal para sistemas de computadores, integrando assim toda informação produzida por eles. Apesar de ter sido inicialmente voltada para complexos projetos de plantas de processo industriais, envolvendo operação e manutenção ao longo de décadas, a tecnologia pode ser usada por qualquer um que queira configurar um vocabulário próprio para seu projeto/operação.

## A ISO 15926 no Brasil
Atualmente, uma das instituições acadêmicas envolvidas no estudo da ISO 15926 e sua implantação em projetos de grande escala no Brasil é a Pontifícia Universidade Católica do Rio de Janeiro através do grupo de Automação de Projetos do Tecgraf, laboratório de tecnologia em computação gráfica associado ao Departamento de Informática da universidade.
A Bentley Systems, uma das maiores empresas do mundo de CAD/CAE fornece soluções em formato aberto e com este tipo de padrão para diversas áreas da engenharia, arquitetura e construção e montagem e é uma das precursoras da ISO 15926. 